# Kersti Gylling
Kersti Anita Gylling Lundgren, född 23 oktober 1944 i Hammerdals församling i Jämtlands län, död 16 februari 2016 i Gustav Vasa distrikt i Stockholm, var en svensk konsult och politiker (folkpartist). Hon var ersättare i Sveriges riksdag för Stockholms kommuns valkrets en kortare period 1986.